# Earl of Minto

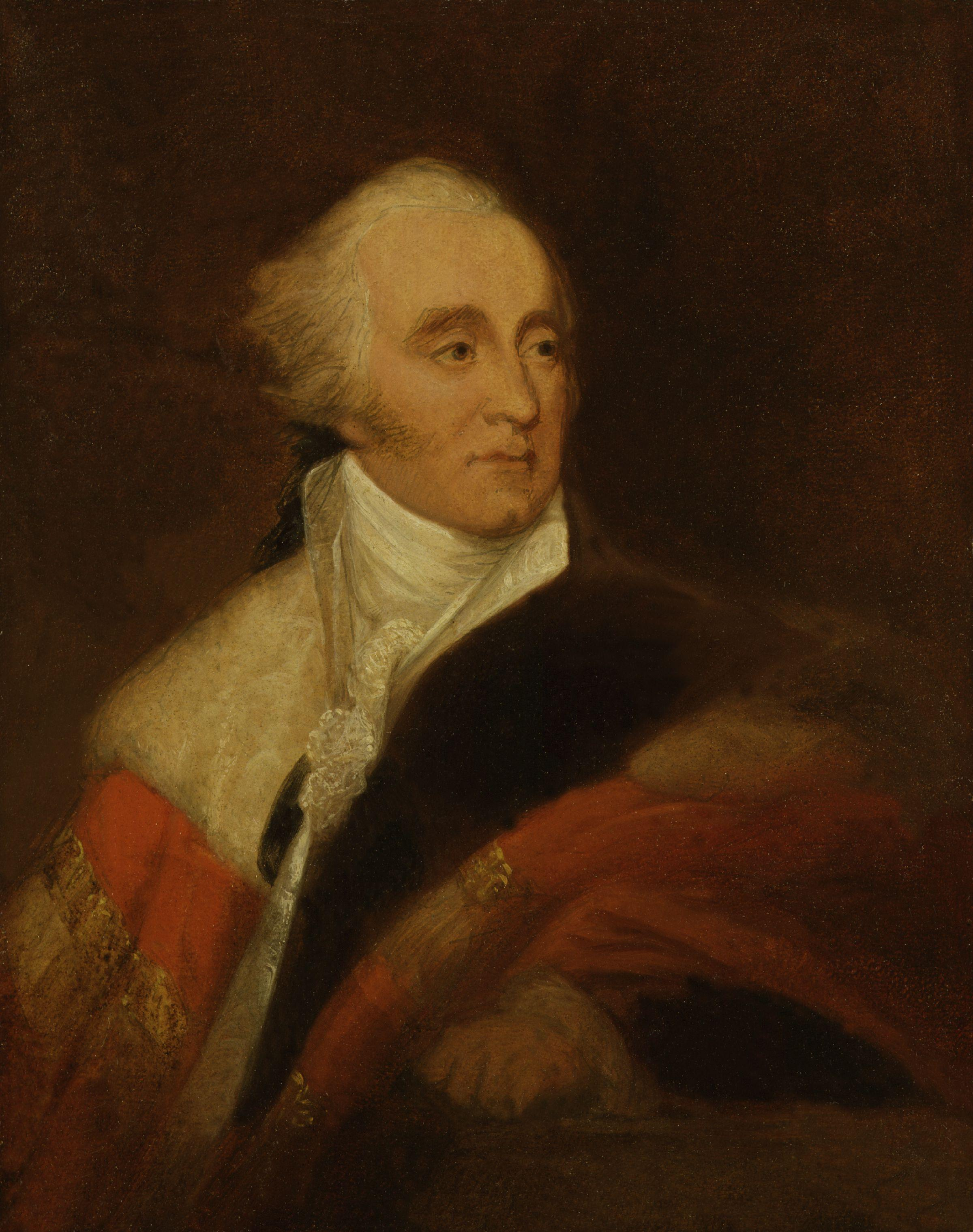
Gilbert Elliot-Murray-Kynynmound, 1. Earl of Minto

Wappen der Earls of Minto

Earl of Minto, of Minto in the County of Roxburgh, ist ein erblicher britischer Adelstitel in der Peerage of the United Kingdom.
Familiensitz der Earls ist Minto House bei Hawick in Roxburghshire, Schottland.

## Verleihung und nachgeordnete Titel
Der Titel wurde am 24. Februar 1813 für Gilbert Elliot-Murray-Kynynmound, 1. Baron Minto, geschaffen. Dieser war ein bekannter Politiker, Diplomat und Kolonialbeamter. Von 1807 bis 1813 war er Generalgouverneur und Vizekönig von Indien gewesen.
Gleichzeitig mit der Earlswürde wurden ihm, ebenfalls in der Peerage of the United Kingdom, der nachgeordneten Titel Viscount Melgund, of Melgund in the County of Forfar, verliehen. Bereits am 20. Oktober 1797 war er in der Peerage of Great Britain zum Baron Minto, of Minto in the County of Roxburgh, erhoben worden. Zudem hatte er bereits 1777 von seinem Vater den Titel Baronet, of Minto in the County of Roxburgh, geerbt, der am 19. April 1700 in der Baronetage of Nova Scotia seinem Urgroßvater verliehen worden war.
Die drei Titel werden bis heute als nachgeordnete Titel vom jeweiligen Earl geführt.

## Liste der Earls of Minto und Elliot Baronets

### Elliot Baronets, of Minto (1700)
- Sir Gilbert Elliot, 1. Baronet (um 1650–1718)
- Sir Gilbert Elliot, 2. Baronet (um 1693–1766)
- Sir Gilbert Elliot, 3. Baronet (1722–1777)
- Sir Gilbert Elliot-Murray-Kynynmound, 4. Baronet (1751–1814) (1797 zum Baron Minto und 1813 zum Earl of Minto erhoben)

### Earls of Minto (1813)
- Gilbert Elliot-Murray-Kynynmound, 1. Earl of Minto (1751–1814)
- Gilbert Elliot-Murray-Kynynmound, 2. Earl of Minto (1782–1859)
- William Hugh Elliot-Murray-Kynynmound, 3. Earl of Minto (1814–1891)
- Gilbert John Elliot-Murray-Kynynmound, 4. Earl of Minto (1845–1914)
- Victor Gilbert Lariston Garnet Elliot-Murray-Kynynmound, 5. Earl of Minto (1891–1975)
- Gilbert Edward George Lariston Elliot-Murray-Kynynmound, 6. Earl of Minto (1928–2005)
- Gilbert Timothy George Lariston Elliot-Murray-Kynynmound, 7. Earl of Minto (* 1953)

Titelerbe (Heir apparent) ist der Sohn des jetzigen Earls, Gilbert Francis Elliot-Murray-Kynynmound, Viscount Melgund (* 1984).